# Ampulex constanceae
Ampulex constanceae är en  stekelart som först beskrevs av Cameron 1891.  Ampulex constanceae ingår i släktet Ampulex och familjen Ampulicidae. Inga underarter finns listade i Catalogue of Life.